# Aurélien Faivre
Aurélien Faivre (* 22. Juni 1978 in Besançon) ist ein ehemaliger französischer Fußballspieler.

## Karriere
Faivre begann das Fußballspielen beim Drittligisten RC Besançon, wo er ab 1999 im Kader der ersten Mannschaft stand und in der Saison 2000/01 sein Debüt feierte. Anfangs wurde er nur sporadisch eingesetzt. Nachdem das Team 2003 in die zweite Liga aufgestiegen war, gelang ihm dort der Durchbruch. Er verblieb nach dem Wiederabstieg 2004 ein Jahr in Besançon, ehe er 2005 beim Ligakonkurrenten Olympique Nîmes unterschrieb. Dort verbuchte Faivre jedoch nur 16 Ligaeinsätze und verließ Nîmes 2006 mit dem Wechsel zum FC Libourne. Für diesen lief er wieder regelmäßig auf. Es folgten ab 2008 drei weitere Zweitligajahre mit dem OC Vannes. Mit Vannes stieg er 2011 in die dritte Liga ab, woraufhin der Vertrag nicht verlängert wurde. Faivre war ein Jahr lang vereinslos, bis er 2012 im Drittligaaufsteiger FC Bourg-Péronnas einen neuen Arbeitgeber fand und dort zum Stammspieler wurde. Trotz seines Alters von 35 Jahren konnte er 2013 in der Spielklasse verbleiben, als er beim Le Poiré-sur-Vie VF unterschrieb. In Le Poiré sur Vie wird er vorwiegend inn der in der CFA 2 spielenden Reserve-Mannschaft auflaufen.